# Colônia Anarquista de Guararema
A Colônia Anarquista de Guararema foi uma comunidade intencional libertária fundada em 1888 pelo anarquista italiano Artur Campagnoli. Instalada em uma fazenda improdutiva no município paulista de Guararema a Colônia era habitada majoritariamente por libertários estrangeiros que aderiram ao projeto de Campagnoli.
Sobre a atuação de Campagnoli e a fundação da Colônia Afonso Schmidt registra no livro São Paulo de meus Amores:
"Ainda estávamos no Império, quando ele abandonou tudo na Europa e decidiu estabelecer-se em Guararema, numa velha fazenda. Repartiu a terra, chamou amigos, iniciou a plantação coletiva. Há muitos anos, diversas nacionalidades ali estiveram representadas: russos, espanhóis, franceses, italianos. E ele lutara, lutara. Nos primeiros anos da República, quiseram deportá-lo! Foi preso e levado para Santos, sob custódia. De lá conseguiu fugir lançando-se à água; durante meio século, em Guararema, foi um bom amigo dos caboclos. Conta-se que em certa noite de tempestade, atravessou o rio a nado, para levar remédios a um sitiante que morria à míngua. Lá, quando a gente fala no velho Campagnoli, há sempre um caboclo para dizer: — Aquilo sim, é que era homem bom."

## Polêmica sobre sua existência
Com base em arquivos policiais da época, bem como em alguns depoimentos coletados por Jaime Cubero, alguns autores, entre eles Isabele Felice argumentam que Campagnoli só teria chegado ao Brasil por volta 1891 e, ainda que tenha se instalado em Guararema a colônia jamais teria existido.
"Arturo Campagnoli chega ao Brasil em 1891, logo após o fim do Império. Ele é preso em 1894 e depois expulso do Brasil em 1895. Dirige-se a Paris e depois a Londres, em 1900. Retorna ao Brasil em 1902. Em 1905, um agente da polícia italiana, Frosali, em missão em Londres, ouviu dizer que Campagnoli havia fundado uma colônia anarquista no Brasil. O encarregado dos assuntos italianos em Petrópolis desmente esse rumor. Além disso, as filhas de Campagnoli — que Jaime Cubero, do Centro de Cultura Social de São Paulo, encontrou em Guararema — nunca ouviram falar dessa suposta colônia."
Em contraposição historiadores anarquistas lembram que os arquivos do aparato repressor nem sempre se revelam as melhores fontes na pesquisa de tópicos relacionados ao anarquismo. Que Campagnoli pode ter feito uma viagem anterior ao Brasil e retornado a Itália antes de 1891, e que a colônia pode ter passado despercebida durante seu período de existência.